# C/Z Records
C/Z Records est un label indépendant basé à Seattle aux États-Unis, fondé au début de 1985 par Chris Hanzsek et Tina Casale avec la sortie du maintenant légendaire Deep Six LP, qui recueillait les premiers enregistrements des véritables précurseurs de ce qui serait plus tard connu sous le nom de grunge.

## Histoire
La première sortie du label (1er septembre 1985) était intitulé Deep Six (CZ001). Il s'agissait d'une compilation dans laquelle figuraient certains groupes de rock indé locaux qui acquirent pour un grand nombre d'entre eux une grande renommée par la suite: Green River, Melvins, Malfunkshun, Skin Yard et The U-Men. Au niveau national cependant, l'accueil reçu fut mitigé et les résultats des ventes décevants, et après environ 18 mois, Chris et Tina réalisèrent qu'ils ne souhaitaient pas continuer à la tête du label.
Daniel House, le bassiste de Skin Yard, qui était à l'initiative de la réunion des groupes sur le premier disque, prit la direction de C/Z records. Pendant plusieurs années le label ne fut pas grand-chose d'autre qu'un passe-temps, mais il devint rapidement une vitrine pour de nombreux groupes de Seattle jusqu'alors confidentiels dont House pensait qu'ils faisaient une musique épatante. En 1980 House commença à travailler comme directeur des ventes d'un nouveau label indépendant de Seattle nommé Sub Pop. Il le quitta finalement lorsque C/Z commença à obtenir un succès de par lui-même. Par la suite le label sortit en effet les albums et singles des débuts de groupes remarquables tels que  The Presidents of the United States of America, Melvins, Built to Spill, 7 Year Bitch, The Gits, Silkworm et Hammerbox.
En 1993, C/Z signa un accord de production et distribution avec RED Distribution, filiale de Sony. L'accord tourna vite au vinaigre mais RED refusa de  le résilier, et C/Z se trouva dans de graves difficultés en moins d'un an. 1994 vit la mort de Kurt Cobain et nombreux furent ceux qui y virent également la fin de C/Z. House fut obligé de réduire et réorganiser la structure, et près d'un an passa avant que de nouvelles publications voient le jour.
1996 représenta une nouvelle étape décisive pour C/Z. La sous-filiale de BMG, Zoo Entertainment, qui avait signé des artistes tels que le groupe Tool ou Matthew Sweet, prit contact avec le label et offrit à House une nouvelle chance. Ils conclurent un accord stipulant l'attribution d'un petit budget de fonctionnement et d'enregistrement, et selon lequel Zoo assisterait la promotion des nouveaux artistes. Après environ un an, la situation s'était significativement améliorée mais Volcano Entertainment attaqua Zoo en justice et toutes les entreprises de collaboration furent réduites à néant. (Ironie du sort, en 2004 Sony et BMG fusionnèrent leurs activités musicales dans le nouveau major Sony BMG Music Entertainment).
Daniel House, pressentant que le temps était venu de prendre un nouveau départ, fit pour C/Z le choix de revenir à un travail plus passionné et désintéressé, et sortit des disques de façon épisodique. 2002 marqua un retour aux origines. C/Z sortit  une collection de vieux enregistrements inédit de Skin Yard intitulée "Start at the Top".
C/Z sortit plusieurs compilations de Teriyaki Asthma, dont l'une contenait la chanson « Mexican Seafood » de Nirvana. Ce groupe sortit également  une version de « Do You Love Me? » sur un album de C/Z en hommage à Kiss

## Source
- (en) Cet article est partiellement ou en totalité issu de l’article de Wikipédia en anglais intitulé « C/Z Records » (voir la liste des auteurs).